# Премия «Оскар» за научно-технические достижения
Научная и техническая награды — это три разные почётные награды, которые вручаются Академией кинематографических искусств и наук (AMPAS) во время ежегодного вручения премии «Оскар». Награды были учреждены после 4-й церемонии вручения премии Оскар в ноябре 1931 года как признание оригинальных разработок, приведших к значительным улучшениям в производстве и показе кинофильмов. Награды вручаются на официальной церемонии за ужином за две недели до основной церемонии вручения премии «Оскар».
Награды присуждаются голосованием Совета управляющих Академии. Претенденты на награды рассматриваются «Комитетом по научным и техническим наградам», который представляет письменный отчет и рекомендацию Совету управляющих.
Кроме того, присуждаются и другие почётные награды, претенденты обычно также выбираются Комитетом по научным и техническим наградам. Следующие награды вручаются на ежегодной церемонии презентационного ужина:
- Почётная медаль Джона А. Боннера[англ.] — за «выдающиеся заслуги и самоотверженность в поддержании высоких стандартов Академии»
- Премия Гордона Э. Сойера.

## Три вида научно-технических наград
За инновации в технологии кино предусмотрены следующие награды:
1. Награда за заслуги[1] — статуэтка Академии (Оскар);
2. Научная и инженерная награда[1] — бронзовая табличка Академии[6]
3. Награда за технические достижения[1] — сертификат Академии.

### Награда за заслуги
Первоначально называлась «Научная и техническая награда I класса» (с 4-й в 1931 году по 50-ю церемонию вручения премии Оскар в 1978 году). Премия внеконкурсная, вручается статуэтка Оскар. К основанию статуэтки крепится золотая пластина с выгравированным описанием достижения и именем лауреата, причём достижения не обязательно разработаны и представлены в течение года награждения.
| Год             | Получатель |
| --------------- | --- |
| 1930/1931 (4-я) | - Компании Electrical Research Products, Inc., RCA-Photophone, Inc. и RKO Pictures «за записывающее оборудование с шумоподавлением». - Компании Dupont Film Manufacturing Corp. и Eastman Kodak «за сверхчувствительную панхроматическую пленку». |
| 1936 (9-я)      | - Дуглас Ширер и звуковой отдел MGM Studio «за разработку практичной двусторонней рупорной системы и двухтактной записывающей системы класса А со смещением». |
| 1937 (10-я)     | - Корпорация Agfa Ansco Corporation «за панорамные негативы Agfa Supreme и Agfa Ultra Speed» |
| 1940 (13-я)     | - Компания 20th Century Studios «за проектирование и строительство бесшумной камеры 20-го века, разработанную Даниэлем Кларком и другими». |
| 1949 (22-я)     | - Компания Eastman Kodak «за разработку и внедрение кинопленки с повышенной безопасностью». |
| 1952 (25-я)     | - Компания Eastman Kodak «за выпуск цветных негативов и пленок Eastman для цветной печати». - Подразделения Ansco Film General Aniline и Film Corporation «за выпуск цветных негативов Ansco и пленок для цветной печати Ansco». |
| 1953 (26-я)     | - Профессор Анри Кретьен и Эрл Спонейбл (Earl Sponable), Сол Галперин, Лорин Гриньон (Lorin Grignon), Герберт Брэгг (Herbert Bragg) и Карлтон Фолкнер из 20th Century Fox Studios «за создание, разработку и проектирование оборудования, процессов и методов, известных как CinemaScope». - Фреду Уоллеру «за проектирование и разработку фотографических и проекционных систем, кульминацией которых стала Синерама».                                              |
| 1954 (27-я)     | - Paramount Pictures, Лорен Райдер, John R. Bishop «за разработку метода производства и демонстрации кинофильмов, известного как „VistaVision“» |
| 1955 (28-я)     | - Национальная угольная компания «За разработку и производство высокоэффективного углерода жёлтого пламени для цветной киносъемки» |
| 1957 (30-я)     | - Корпорации Todd-AO и Westrex «за разработку метода производства и показа широкоформатных фильмов, известного как система Тодда-АО». - Совет по исследованиям в области кинематографии «за проектирование и разработку высокоэффективного проекционного экрана для автомобильных кинотеатров». |
| 1964 (37-я)     | - Петро Влахос, Пол Уодсворт и Аб Айверкс «за разработку концепции и совершенствование методов цветной матовой композитной кинематографии». |
| 1968 (41-я)     | - Филип Палмквист (Philip V. Palmquist) из компании"Minnesota Mining and Manufacture Co.", Герберт Мейер (Herbert Meyer) из «Исследовательского центра кино и телевидения» и Чарльз Д. Стаффелл (Charles D. Staffell) из «Rank Organization» «за разработку успешного воплощения системы рефлекторной фоновой проекции для композитной кинематографии». - Eastman Kodak Company «за разработку и внедрение промежуточной пленки с обращением цвета для кинофильмов». |
| 1977 (50-я)     | - Гаррет Браун и инженерный персонал корпорации Cinema Products под руководством Джона Юргенса «за изобретение и разработку стедикама» |
| 1978 (51-я)     | - Компания Eastman Kodak «за исследование и разработку дублирующей цветной пленки для кинофильмов». - Стефан Кудельски из «Nagra Magnetic Recorders, Incorporated» «за исследования, проектирование и разработку звукозаписывающего устройства Nagra Production Sound Recorder для кинофильмов». - Компания Panavision и её инженерный персонал под руководством Роберта Готтшалка за концепцию, дизайн и непрерывную разработку системы кинокамер Panaflex.         |
| 1979 (52-я)     | - Марк Серрурье «за прогрессивное развитие первого монтажного устройства Moviola (изобретено его отцом Иваном Серрурье в 1924 году) до современного сложного оборудования для монтажа фильмов „Series 20“». |
| 1980 (53-я)     | - Линвуд Данн , Cecil D. Love и компании AcmeTool and Manufacturing Company «за концепцию, проектирование и разработку оптического принтера Acme-Dunn для создания спецэффектов в кино». |
| 1981 (54-я)     | - Компания Fuji Film «За исследование, разработку и внедрение новой сверхскоростной цветной негативной пленки для кинофильмов». |
| 1982 (55-я)     | - Август Арнольд и Эрих Кастнер (Erich Kastner) из «Arnold & Richter» , GmbH, «за концепцию и проектирование первой рабочей 35-мм ручной кинокамеры с зеркальным отражением и вращающимся зеркалом». |
| 1983 (56-я)     | - Курт Ларше (Kurt Larche) из Osram GmbH «за исследование и разработку ксеноновых короткодуговых газоразрядных ламп для кинопроекции». |
| 1987 (60-я)     | - Бернард Куль (Bernard Kuhl) и Вернер Блок (Werner Block), а также отдел исследований и разработок Osram GmbH Research «за изобретение и постоянное совершенствование источника света Osram HMI для киносъемки». |
| 1988 (61-я)     | - Рэй Долби и Иоан Аллен (Ioan Allen) из Dolby Laboratories «за их непрерывный вклад в звук в рамках программ исследований и разработок Dolby Laboratories». |
| 1990 (63-я)     | - Eastman Kodak «за разработку технологии T-Grain и внедрение цветных негативных пленок EXR, использующих эту технологию». |
| 1992 (65-я)     | - Чедвелл О'Коннору из «O’Connor Engineering Laboratories» «за концепцию и проектирование головки камеры с гидрозатуханием для киносъемки». |
| 1993 (66-я)     | - Panavision «за анаморфный объектив Auto Panatar». - Манфред Г. Майкельсон (Manfred G. Michelson) из «Technical Film Systems» «за проектирование и разработку первой системы транспортировки пленки с приводом от звездочки для процессоров цветной печати, которая обеспечивает скорость транспортировки более 600 футов в минуту». |
| 1994 (67-я)     | - Петро Влахос и Пол Влахос «за концепцию и разработку процесса компоновки Ultimatte Electronic Blue Screen для кинофильмов». - Компания Eastman Kodak «за разработку промежуточной цветной пленки „Eastman EXR Color Intermediate Film 5244“». |
| 1996 (69-я)     | - Корпорация IMAX «за метод съемки и демонстрации высококачественных широкоформатных широкоугольных фильмов». |
| 1997 (70-я)     | - Гуннар П. Майкельсону (Gunnar P. Michelson) «за проектирование и разработку усовершенствованного электронного высокоскоростного прецизионного светового клапана для использования в машинах для печати кинофильмов». |
| 1998 (71-я)     | - Avid Technology «за концепцию, дизайн системы и разработку Avid Film Composer для монтажа кинофильмов». |
| 2000 (73-я)     | - Иоан Аллен (Ioan Allen), Марк Харра (Mark Harrah) и Робин Брансбери (Robin Bransbury) "за концепцию, дизайн и внедрение стандарта громкости трейлеров TASA. |
| 2001 (74-я)     | - ASC «за продолжающуюся публикацию главного справочника для кинематографистов „Руководство американского кинематографиста“». - Руне Эриксон. |
| 2003 (76-я)     | - Компания Digidesign «за проектирование, разработку и внедрение цифровой звуковой рабочей станции ProTools digital audio workstation»". - Биллу Тондро (Bill Tondreau) из «Kuper Controls» «за значительные достижения в области технологии управления движущимися изображениями для визуальных эффектов кино». |
| 2004 (77-я)     | - Артур Видмер «за свои пожизненные достижения в науке и технологии кино, в частности за его значительный вклад в разработку процессов композитинга ультрафиолетового и синего экрана». |
| 2006 (79-я)     | - Иан Аллен, J. Wayne Anderson, Mary Ann Anderson, Ted Costas, Paul R. Goldberg, Shawn Jones, Thomas Kuhn, Dr. Alan Masson, Colin Mossman, Martin Richards, Frank Ricotta and Richard C. Sehlin «за их вклад в экологически ответственный переход промышленности с аналоговых саундтреков на основе серебра на голубые красители». |
| 2007 (80-я)     | - Джонатан Эрланд «за усилия по выявлению и решению проблемы синдрома высокоскоростной эмульсии стресса в кинопленке». |
| 2011 (84-я)     | - Франц Краус (Franz Kraus),Йоханнес Штёрер (Johannes Steurer) и Вольфганг Ридель (Wolfgang Riedel) «за проектирование и разработку фильм-рекордера ARRILASER». |
| 2012 (85-я)     | - КомпанияCooke Optics Limited «за постоянные инновации в дизайне и разработке пленочного рекордера ARRILASER». |
| 2013 (86-я)     | - 52 человека «за более чем вековую службу киноиндустрии». |
| 2014 (87-я)     | - Ларри Хорнбек «за изобретение технологии цифровых микрозеркал , используемой в DLP-проекции». |
| 2017 (90-я)     | - Марк Элендт (Mark Elendt) и компании «SideFX Software» за создание и разработку системы визуальных эффектов и анимации Houdini. |

### Научная и инженерная премия
Научная и инженерная премия (англ. Scientific & Engineering Award) присуждается за научные достижения, оказавшие влияние на развитие киноиндустрии, не обязательно разработанные и представленные в течение года награждения. Награда представляет собой барельеф, покрытый 24-каратным золотом, прикрепленный к прямоугольному основанию. На одной стороне барельефа —название премии. К основанию прикреплена табличка с выгравированным описанием достижения и именами лауреатов.
| Год         | Получатель(и) |
| ----------- | --- |
| 2005 (78-й) | - Анатолию Кокушу за концепцию и разработку серии кинокранов «Каскад». - Анатолию Кокушу, Алексею Золотарёву за концепцию и разработку гиростабилизированного операторского крана Russian Arm и Flight Head. - Дэвиду Бараффу, Майклу Кассу, Энди Уиткину за их новаторскую работу в области физических компьютерных технологий, используемых для имитации реалистичной ткани в кино. - Гаррету Брауну за первоначальную концепцию системы летающих камер Skycam — первое использование трехмерной объемной кабельной технологии для киносъемки. - Лори Фрост и Питеру Ханнану за разработку удаленной головки камеры, известной как Hot-Head. - Кому (неизвестные лица) за концепцию и механическую конструкцию (Гробер), а также за разработку электроники и программного обеспечения (Льюаллен) стабилизирующей головки камеры Perfect Horizon. |

### Награда за технические достижения
Премия (распечатанный сертификат) за технические достижения (англ. Tecnical Achievement Award) ежегодно присуждается за те достижения, которые вносят существенный вклад в развитие киноискусства и науки.
Достижения, получившие научно-технические награды, не обязательно должны быть разработаны и представлены в течение года награждения.